# Priska
Priska (auch Prisca) ist ein weiblicher Vorname.

## Herkunft und Bedeutung
Übersetzt wird der Name aus dem Lateinischen mit „Die Ehrwürdige“. Es heißt aber auch „die Schöne“ oder „die Herrliche“ etc. Diese Formen sind in Deutschland weiter verbreitet, da der Name Prisca von der heiligen Prisca abstammt. Auch der heilige Priscus war bekannt. Man findet diesen Namen häufiger im Schwarzwald und in Frankreich.

## Namenstag
- 18. Januar, nach der Heiligen Prisca (Märtyrerin)
- 8. Juli, nach Priska (auch Priszilla), einer Märtyrerin und Heiligen aus dem 1. Jahrhundert

## Varianten
- Priskilla, Priszilla, Priscilla
- Cilla, Cilli, Cili
- Piroschka, Piroska, Piri
- Prisquita (spanische Kosename)

Die männliche Form von Prisca ist Priscus.

## Bekannte Namensträgerinnen
Antike
- Prisca oder Priscilla, Frau des Aquila (nach Apg. 18 und in einigen Paulusbriefen)
- Prisca von Rom († 1. Jahrhundert), heilige Märtyrerin
- Prisca (Frau Diokletians), Frau des römischen Kaisers Diokletian

Neuzeit
- Priska Aich (1887–1943), ungarische Opernsängerin
- Prisca Agustoni (* 1975), Schweizer Schriftstellerin und Dichterin
- Prisca Birrer-Heimo (* 1959), Schweizer Politikerin (SP)
- Prisca Bünter (* 1973), Schweizer Politikerin (SP)
- Priska Daphi (* 1984), deutsche Soziologin und Hochschullehrerin
- Priska Doppmann (* 1971), Schweizer Radrennfahrerin
- Priska Hinz (* 1959), deutsche Politikerin (Bündnis 90/Die Grünen)
- Priska von Hohenbruck (1845–1924), österreichische Schulreformerin und Frauenrechtsaktivistin
- Priscah Jepleting Cherono (* 1980), kenianische Langstreckenläuferin
- Priscah Jeptoo (* 1984), kenianische Langstreckenläuferin
- Priska von Martin (1912–1982), deutsche Bildhauerin
- Priska Nufer (* 1992), Schweizer Skirennfahrerin
- Priska Riedl (* 1964), österreichische bildende Künstlerin und Hochschullehrerin für Textil-Kunst-Design
- Priska Seiler Graf (* 1968), Schweizer Politikerin (SP)
- Priska M. Thomas Braun (* 1954), Schweizer Journalistin und Schriftstellerin
- Priska Walss (* 1964), Schweizer Posaunistin und Alphorn-Spielerin (Klassik und Jazz)
- Prisca Zeisel (* 1995), österreichische Tänzerin